# Steinway & Sons
Steinway & Sons es una compañía de fabricación de pianos fundada en 1853 en Nueva York por el inmigrante alemán Henry Steinway (Heinrich Steinweg, 1797-1871).

## Historia
En 1835 abrió una carpintería de pianos en su casa paterna de la ciudad de Brunswick, 235 km al oeste de Berlín (Alemania) y allí fabricó el primer piano rectangular (parecido a un clavecín), que regaló a su novia Juliane el día en que se casaron. Este piano está en exposición en el Städtisches Museum Seesen, en esa ciudad alemana. La pareja se mudó a una casa en la ciudad de Seesen, 58 km al suroeste de Brunswick. Fabricó su primer piano de cola en la cocina de su casa. Este piano fue llamado más tarde el «piano de cocina» y ahora se exhibe en el Museo Metropolitano de Arte (de Nueva York).
Para el momento en que Henry se expatrió en Estados Unidos, ya había fabricado con su empresa 
Fundó la empresa Grotrian-Steinweg, que construyó 482 pianos.
Debido al inestable clima político en Alemania, Steinweg decidió abandonar el país y emigró de Braunschweig a la ciudad de Nueva York en 1851 con cuatro de sus hijos. Antes de irse le cedió la empresa a su hijo, Theodor Steinweg. Este se asoció con Friedrich Grotrian, y modificó el nombre de la empresa a Grotrian-Steinweg, que hasta hoy crearon pianos de cola de lujo.
Una vez en Nueva York, anglicanizó su nombre a Henry E. Steinway, y él y sus hijos trabajaron para otras empresas constructoras de pianos hasta que pudieron establecer su propia empresa bajo el nombre de Steinway & Sons en 1853, en un local de la calle Varick, en el distrito de Manhattan, en Nueva York.
La empresa se expandió con las invenciones que habían desarrollado.
El primer piano producido por la empresa Steinway & Sons, que fue el piano número 483 en la historia de Henry Steinway, fue vendido a una familia de Nueva York en 500 dólares de 1853 (que en 2024 equivalían a 20 425 dólares).
Durante los siguientes 40 años, Henry y sus hijos, Henry Jr., Albert, C. F. Theodore, William y Charles, desarrollaron el piano moderno. Casi la mitad de las 125 patentes de la compañía fueron desarrolladas durante ese período. Muchas de esas invenciones de finales del siglo XIX se basaron en las investigaciones científicas emergentes, que incluyeron las teorías acústicas del físico renovador Hermann von Helmholtz (1821-1894).
Los diseños revolucionarios de Steinway y su uso de mano de obra cualificada comenzaron a recibir reconocimientos a nivel nacional casi inmediatamente. Comenzando en 1855, los pianos Steinway recibieron medallas de oro en muchas exposiciones de Estados Unidos de América (EUA) y de Europa. La compañía ganó reconocimiento internacional en 1867, en la Exposición de París, cuando fue galardonada con la “Grand Gold Medal of Honor”, por la excelencia en la manufactura y la ingeniería. Fue la primera compañía estadounidense que recibió tal medalla. Los pianos Steinway se convirtieron rápidamente en la elección por excelencia de muchos miembros de la realeza, y ganaron el respeto y admiración de los mejores pianistas del mundo.
Steinway cuenta con diversos modelos de piano tanto verticales
(el modelo V de 125 cm de altura, y
el modelo K de 131 cm) como pianos de cola, ambos con una manufactura de primera, siendo construidos tanto en Hamburgo y Nueva York.
Los pianos de cola se clasifican en letras dependiendo de su tamaño, siendo los modelos que fabrican de menor a mayor tamaño de longitud:
- modelo S (con 151 cm),
- modelo M (170 cm),
- modelo O (180 cm),
- modelo A (188 cm),
- modelo B (211 cm),
- modelo C (227 cm, solo se fabrica en Hamburgo) y
- modelo D (274 cm) de cola completa.